# Dimitrije Popović
Dimitrije Popović (crnogorski: Димитрије Поповић; Cetinje, 4. ožujka 1951.) bio je crnogorski i hrvatski slikar te književnik. Poznati pripadnik crnogorske manjine u Hrvatskoj.
Diplomirao na Akademiji likovnih umjetnosti u Zagrebu 1976.
Izlaže 1978. i 1982. sa Salvadorom Dalijem i drugim velikim suvremenim slikarima.
U godini jubileja, dvije tisuće godina kršćanstva, izlaže u Rimu ciklus Corpus Mysticum u Sant Andrea al Quirinale, Santa Maria del Popolo – l’Agostiniana arte sacra conteporanea i u Pantheonu. 
Jedan je od 15 umjetnika, likovnih kritičara i filozofa koji su pozvani da odgovore na Pismo Pape umjetnicima (odgovori su objavljeni u knjizi Umjetnici odgovaraju Papi Ivanu Pavlu II.”, Sri spa, Milano, 2003.).
Dimitrije Popović je autor knjiga:
- Veronikin rubac, Matica hrvatska, Zagreb 1996.
- Smrt u slikarstvu, Matica hrvatska, Zagreb, 2001.
- Priče iz Arkadije, Ex libris, Zagreb, 2005.
- Corpus Mysticum, Prometej, Zagreb, 2007.
- Raspeće strasti, roman, Naklada Ljevak, Zagreb, 2008.
- Blud i svetost, roman, Naklada Ljevak, Zagreb, 2010.
- Smrt Danila Kiša, VBZ, Zagreb – Nacionalna zajednica Crnogoraca Hrvatske, Zagreb, 2011.

Postao je član Ruske akademije književnosti, 22. travnja 2014.

### Monografije
- Depolo, Josip; Maroević, Tonko; Tenžera, Veselko: Dimitrije. Nacionalna i sveučilišna biblioteka, Zagreb.

- Penelope, Mario. Guarino, Sergio, Elsa De Giorgi: Corpus mysticum. Galeria studio S-arte contemporanea, Biblioteka Segni (di) segni, Knjiga 13. Rim, 1985.

- Maroević, Tonko: Dimitrije. Judita, Grafički zavod Hrvatske, Zagreb – Umjetnički muzej, Cetinje. Zagreb, 1986.

- Kapor, Momo; Depolo, Josip. Dimitrije. Književne novine, Beograd, 1987.

- Biškupić, Božo: Dimitrije, skulptura. Predgovor Giorgio Segato. Belus, Zagreb, Knjiga 1, 1994.

- Maroević, Tonko; Blagus, Goran: Dimitrije – 25 godina nadrealizma, Trident, Zagreb, 1995.

- Segato, Giorgio: Dimitrije – Corpus mundi. Skaner studio, Zagreb, 1999.

- Popović, Dimitrije; Maroević, Tonko; Depolo, Josip; AVER, Ruth; Zinaić, Milan: Dimitrije – Marilyn Monroe, Europa press holding, Zagreb, 2000.

- Segato, Giorgio; Bazoni, Maurizio; Hekman, Jelena; Popović, Dimitrije: Dimitrije e Dante, Skaner studio, Centro Dantesco, Zagreb, Ravena, 2002.

- Popović, Dimitrije: Ole Dali – Ave Mantegna, Skaner Studio, Zagreb, 2008.

- Popović, Dimitrije: Marija Magdalena, Skaner Studio, Zagreb 2008.

- Popović, Dimitrije: Judita, Skaner Studio, Zagreb 2010.

- Katunarić, Dražen, Popović Dimitrije: Saloma, Skaner Studio, Zagreb, Nacionalna zajednica Crnogoraca Hrvatske, Zagreb, 2010.

- Köerbler, Iva, Popović Dimitrije, Plakati, Skaner Studio, Zagreb, Nacionalna zajednica Crnogoraca Hrvatske, Zagreb, 2011.

## Vanjske poveznice
Životopis Dimitrija Popovića na Montenegrini